# Aplatophis
Aplatophis is een geslacht van straalvinnige vissen uit de familie van slangalen (Ophichthidae).

## Soorten
- Aplatophis chauliodus Böhlke, 1956
- Aplatophis zorro McCosker & Robertson, 2001